# ميخائيل مكغوان
ميخائيل مكغوان (بالإنجليزية: Michael McGowan)‏ هو لاعب كرة قدم بريطاني في مركز الوسط، ولد في 22 فبراير 1985 في غلاسكو في المملكة المتحدة. شارك مع منتخب أيرلندا الشمالية تحت 21 سنة لكرة القدم. أما مع النوادي، فقد لعب مع كوين أوف ساوث ونادي آير يونايتد ونادي ألوا أثليتيك ونادي دندي ونادي دوندالك ونادي ستنهاوسموير ونادي كلايد.

## وصلات خارجية
- ميخائيل مكغوان على موقع قاعدة بيانات كرة القدم.إي يو (الإنجليزية)
- ميخائيل مكغوان على موقع Soccerbase.com (لاعب) (الإنجليزية)